# Herbert S. Bigelow

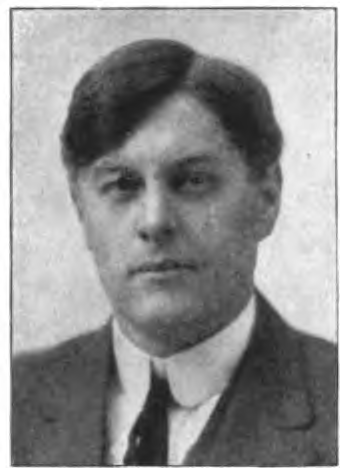
Herbert S. Bigelow (1913)

Herbert Seely Bigelow (* 4. Januar 1870 in Elkhart, Elkhart County, Indiana; † 11. November 1951 in Cincinnati, Ohio) war ein US-amerikanischer Politiker der Demokratischen Partei. Von 1937 bis 1939 war er Mitglied des Repräsentantenhauses der Vereinigten Staaten für den 2. Kongressdistrikt des Bundesstaates Ohio.

## Biografie
Geboren wurde Herbert Bigelow in Elkhart. Er besuchte die öffentlichen Schulen und das Oberlin College in Oberlin. 1894 schloss er an der Case Western Reserve University ab. Er zog um nach Cincinnati und studierte am Lane Theological Seminary Theologie. 1895 wurde er zum Priester ordiniert. Er wurde daraufhin Priester der kongregationalistischen Gemeinde an der Vine Street in Cincinnati. 1902 scheiterte seine Wahl zum Ohio Secretary of State. 1912 war er Vorsitzender der 4. Verfassungsgebenden Versammlung von Ohio. 1913 und 1914 war er Mitglied des Repräsentantenhauses von Ohio. Im Stadtrat von Cincinnati saß er 1936.
1936 wurde Bigelow als Vertreter des 2. Kongressdistrikts von Ohio ins US-Repräsentantenhaus gewählt. Dort saß er für eine Legislaturperiode. 1939 schied er wieder aus dem Kongress aus. 1940 und 1941 saß er erneut im Stadtrat von Cincinnati. Er wurde wieder Priester seiner angestammten Gemeinde. 1951 starb Bigelow in Cincinnati. Seine sterblichen Überreste wurden kremiert und über seiner Farm in der Nähe von Forestville verstreut.